# 다이메디티아프라민
다이메디티아프라민(영어: dimeditiapramine) 또는 티아파밀(영어: tiapamil)은 칼슘 통로 차단제이다. 다이메디티아프라민은 항협심증제로 설명되었다.

## 같이 보기
- 베라파밀